# Igor Mrduljaš
Igor Mrduljaš (Split, 9. kolovoza 1945. – Zagreb, 1. listopada 2013.), hrvatski teatrolog i kazališni kritičar.

## Životopis
Radio je u Splitu,Živio u Rijeci Varaždinu i Zagrebu gdje je i umro.Radio je u Zagrebačkom kazalištu mladih i Zagrebačkom kazalištu lutaka. Uređivao je mnogo kazališnih publikacija i časopisa te nekoliko knjiga koje obrađuju važne teme i osobe hrvatskoga glumišta u raznim odsječcima vremena. Postupno je od tajnika Zavoda za industrijsku pedagogiju u bivšem sustavu, zatim voditelja kazališne promidžbe, kazališnog ravnatelja, postao cijenjeni teatrolog i povjesničar kazališta, a poslije i sposobni političar u svojstvu pomoćnika ministra za informiranje, pomoćnika ministra kulture za informiranje te kvalificirani i educirani zamjenik predstojnika Ureda za odnose s javnošću Vlade Republike Hrvatske.
Godine 1969. kao predsjednik studenata Rijeke dao je riječkom klubu za mladež ime po poznatom prosvjedniku Janu Palachu - klub Palach.
Osamdesetih je bio jedini u hrvatskoj teatrologiji koji je tipološki razvrstao hrvatsku kazališnu kritiku na novinsku i časopisnu kritiku.
Član Hrvatskog društva kazališnih kritičara kojem je bio dugogodišnji tajnik (1978-88) i predsjednik (2005-10), član Međunarodne udruge kazališnih kritičara (AICT) i Društva hrvatskih književnika. Imao je stalnu rubriku u hrvatskom tjedniku za kulturu Hrvatsko slovo (Hrvatsko glumište).

## Nagrade i priznanja
- 2013. Nagrada "Dimitrije Demetar" za životno djelo Hrvatskog društva kazališnih kritičara i teatrologa.[7]

## Djela
- Sto godina kazališta u Varaždinu. Narodno kazalište August Cesarec, Varaždin, 1973.
- Dramski vodič. Izbor iz hrvatske dramatike XX. Stoljeća, Hrvatsko društvo dramskih kritičara i teatrologa, Zagreb, 1978. (englesko izdanje 1979., dopunjeno hrvatsko izdanje AGM/HDKKT, Zagreb, 1984.)
- Zagrebački kabaret, slika jednog rubnog kazališta, Znanje, Zagreb, 1984.
- Deset godina druženja. Teatar u gostima 1974. – 1984., Teatar u gostima, Zagreb, 1984.
- Dubravko Dujšin, poslovi i dani, Hrvatsko društvo dramskih kritičara i teatrologa, Zagreb, 1988.
- Potjeh, Toporko i Neva Nevičica' (dramatizacije bajki), AGM, Zagreb, 1994.
- Ad HOC cabaret. Hrvatsko ratno glumište, AGM, Zagreb, 1994.
- O hrvatskome glumištu (kolumne iz Hrvatskog slova), Hrvatska kulturna zaklada, Zagreb, 1999.
- Glumište u stupcu(kolumne iz Hrvatskog slova), Hrvatska kulturna zaklada, Zagreb, 2007.
- 30 godina putujućega kazališta. Teatar u gostima 1974. – 2004., Teatar u gostima, Zagreb, 2004.
- Relja Bašić, 50 godina kazališnog i filmskog stvaralaštva, Teatar u gostima, Zagreb, 2004.
- Glumac i njegovo doba. Knjiga o Dubravku Dujšinu, Naklada Pavičić, Zagreb, 2006.

## Vanjske poveznice
- Mira Muhoberac "In Memoriam Igor Mrduljaš. Samostalan i dosljedan kazališni čovjek", Vijenac br. 512, 17.11.2013.   Arhivirana inačica izvorne stranice od 12. kolovoza 2014. (Wayback Machine)
- HDKKT - Demetrova nagrada za životno djelo
- Teatar.hr  Arhivirana inačica izvorne stranice od 5. listopada 2013. (Wayback Machine)
- Božidar Petrač, predsjednik Društva hrvatskih književnika o Igoru Mrduljašu, 4. listopada 2013.  Arhivirana inačica izvorne stranice od 5. listopada 2013. (Wayback Machine)